# Nicolás Ciganda
Nicolás Ciganda (Montevideo, 16 de junio de 1977) es un director de cine y guionista uruguayo. 

## Biografía y obra
Nicolás Ciganda nació el 16 de junio de 1977 en Montevideo, donde estudió Comunicación Social, en la Universidad Católica del Uruguay.
En 1996 realizó su primer cortometraje, Aventuras en Shangai 4, con el que ganó la quinta edición del concurso Video Relámpago, organizado por la Cinemateca Uruguaya. Su segundo corto, Un día más, se estrenó en 2001. En 2003 estrenó Cuareim 1080, Mejor documental en el Primer Festival Internacional de Escuelas de Cine, organizado por la Cinemateca Uruguaya.
Con El gol de Morena participó en el certamen de cortometrajes Shoot Goals! Shoot Movies!, organizado por la Berlinale Talent Campus, una sección del Festival Internacional de Cine de Berlín para promocionar a jóvenes cineastas de todo el mundo, y fue seleccionado junto con otras 42 obras. Ello valió para presentar su corto en Berlín en 2005, su distribución en los Goethe-Institut y su proyección en el Programa Oficial de Arte y Cultura de la Copa Mundial de Fútbol de 2006.
Fue también director de fotografía del cortometraje uruguayo Travesía (2005), dirigido por Rasia Friedler.

Se encuentra produciendo el documental 
- "En fin" en Vimeo sobre la murga La Mojigata de estreno en el 2011.

En febrero del 2010 realizó su primer videoclip, Despedida para el músico argentino Juan Ravioli, ganador del Premio Clarín 2009 a la revelación en música.
Este clip se encuentra en rotación en los canales Much Music y MTV desde mayo del 2010.
En junio de 2010 filmó su segundo clip para Juan Ravioli:"Perdido (Perro de Casa)".
En el terreno de la ficción, se  encuentra desarrollando su primer proyecto de ficción de largometraje: "El corto Ganador".